# Abu Arish
Abu Arish es una localidad de Arabia Saudita, situada en la región de Jizán.

## Demografía
Según estimación de 2010 contaba con una población de 55.509 habitantes.